# مایش
مایش (به مجاری:  Majs) یک شهرداری در مجارستان است که در ناحیه موهاچ واقع شده‌است. مایش ۳۲٫۰۶ کیلومتر مربع مساحت و ۱٬۰۷۷ نفر جمعیت دارد.

## خواهرخوانده
شهر اشینگ خواهرخواندهٔ مایش هست.